# Baske'kwiuk
Baske'kwiuk, jedna od desetak skupina Skagit Indijanaca s rijeke Skagit u Washingtonu, porodica salishan. 
Područje u kojem su živjeli nalazio se blizu današnjeg Rockporta, a selo im se nalazilo na mjestu današnjeg Marblemounta, na ušću rijeke Cascade pritoke Skagita u okrugu Skagit.